# Kanton Alençon-3
Der Kanton Alençon-3 war von 1973 bis 2015 ein französischer Wahlkreis im Arrondissement Alençon, im Département Orne und in der Region Basse-Normandie; sein Hauptort war Alençon.

## Gemeinden
Der Kanton bestand aus sieben Gemeinden und einem Teil von Alençon (angegeben ist die Gesamteinwohnerzahl, im Kanton lebten etwa 9.100 Einwohner):
| Gemeinde     | Einwohner Jahr | Fläche km² | Bevölkerungsdichte | Code INSEE | Postleitzahl |
| ------------ | -------------- | ---------- | ------------------ | ---------- | ------------ |
| Alençon      | 26.350 (2013)  | –          | – Einw./km²        | 61001      | 61000        |
| Cerisé       | 801 (2013)     | –          | – Einw./km²        | 61077      | 61000        |
| Forges       | 220 (2013)     | –          | – Einw./km²        | 61175      | 61250        |
| Larré        | 423 (2013)     | –          | – Einw./km²        | 61224      | 61250        |
| Écouves      | 1.770 (2013)   | –          | – Einw./km²        | 61341      | 61250        |
| Semallé      | 388 (2013)     | –          | – Einw./km²        | 61467      | 61250        |
| Valframbert  | 1.543 (2013)   | –          | – Einw./km²        | 61497      | 61250        |
| Vingt-Hanaps | 471 (2013)     | –          | – Einw./km²        | 61509      | 61250        |